# Lived a Lie
Lived a Lie è un singolo della band rock inglese You Me at Six. Il singolo è stato pubblicato il 3 settembre 2013 in forma digitale nel Regno Unito. Si tratta del primo estratto del loro album Cavalier Youth. A seguito del suo rilascio su iTunes, ha esordito come numero uno sulla classifica dell'applicazione, la loro unica canzone a riuscirci. Peraltro, "Lived a Lie" debuttò come numero 11 nella classifica dei singoli inglese nella settimana del 14 settembre a causa della mancanza di vendite a seguito della sua pubblicazione, diventando la loro migliore posizione in classifica in patria fino ad oggi.

## Contesto
Il 2 settembre 2013 il gruppo annunciò in anteprima il primo singolo del nuovo disco, intitolato "Lived a Lie", rivelando inoltre il nome dell'album, Cavalier Youth. L'album conteneva 12 tracce, tra cui una di intermezzo. il video musicale di "Lived a Lie" venne messo a disposizione al mondo sul canale Vevo della band e i fan inglesi poterono scaricare la nuova traccia su iTunes poco dopo. La canzone compare nel videogioco di calcio FIFA 14 e in quello musicale del 2015 Guitar Hero Live.

## Performance in classifica
| Classifica (2013)                        | Posizione più alta |
| ---------------------------------------- | ------------------ |
| Irlanda (IRMA)                           | 84                 |
| Scozia (Official Chart Company)          | 9                  |
| Rock e Metal UK (Official Chart company) | 1                  |
| Singoli UK (Official Chart Company)      | 11                 |